# La Sella (Ulldemolins)
La Sella és una muntanya de 777 metres que es troba al municipi d'Ulldemolins, a la comarca catalana del Priorat.